# Basketball Bundesliga 2023-24
La Basketball Bundesliga 2023-24, conocida por motivos de patrocinio como easyCredit BBL, fue la edición número 58 de la Basketball Bundesliga, la primera división del baloncesto profesional de Alemania. Se extendió del 28 de septiembre de 2023 al 17 de junio de 2024. El campeón fue el Bayern Munich, que lograba así su sexto título.

## Cambios en el formato
A partir de esta temporada, los primeros seis equipos de la temporada regular estarán clasificados para los playoffs, mientras que los clasificados del siete al diez jugarán en un torneo de play-in.

## Equipos

### Ascensos y descensos
Los equipos que descendieron a ProA en la temporada 2022-23 fueron el Skyliners Frankfurt y el Medi Bayreuth, mientras los equipos que ascendieron fueron el SC Rasta Vechta y el Tigers Tübingen.

### Equipos 2023-2024 y localización
| Equipo                   | Ciudad       | Arena                 | Capacidad |
| ------------------------ | ------------ | --------------------- | --------- |
| Alba Berlin              | Berlin       | Mercedes-Benz Arena   | 14,500    |
| Brose Bamberg            | Bamberg      | Brose Arena           | 6,150     |
| Crailsheim Merlins       | Crailsheim   | Arena Hohenlohe       | 3,000     |
| Telekom Baskets Bonn     | Bonn         | Telekom Dome          | 6,000     |
| Löwen Braunschweig       | Braunschweig | Volkswagen Halle      | 6,600     |
| Niners Chemnitz          | Chemnitz     | Arena Chemnitz        | 5,200     |
| BG Göttingen             | Göttingen    | Sparkassen Arena      | 3,447     |
| Hamburg Towers           | Hamburg      | Edel-optics.de Arena  | 3,400     |
| MLP Academics Heidelberg | Heidelberg   | SNP Dome              | 5,000     |
| MHP Riesen Ludwigsburg   | Ludwigsburg  | MHP-Arena             | 5,300     |
| Mitteldeutscher BC       | Weißenfels   | Stadthalle Weißenfels | 3,000     |
| Bayern Munich            | Munich       | Audi Dome             | 6,700     |
| EWE Baskets Oldenburg    | Oldenburg    | Große EWE Arena       | 6,069     |
| Rostock Seawolves        | Rostock      | Stadthalle Rostock    | 4,550     |
| Tigers Tübingen          | Tübingen     | Paul Horn-Arena       | 3,132     |
| ratiopharm Ulm           | Ulm          | Arena Ulm/Neu-Ulm     | 6,000     |
| Rasta Vechta             | Vechta       | Rasta Dome            | 3,140     |
| s.Oliver Würzburg        | Würzburg     | s.Oliver Arena        | 3,140     |

## Temporada regular

### Clasificación
Actualizado:15 de mayo de 2024
| Pos. | Equipo                        | PJ | G  | P  | PF   | PC   | DP   | Pts | Clasificación o descenso |
| ---- | ----------------------------- | -- | -- | -- | ---- | ---- | ---- | --- | ------------------------ |
| 1    | Bayern Munich                 | 34 | 28 | 6  | 2989 | 2584 | +405 | 56  | Playoffs                 |
| 2    | Alba Berlin                   | 34 | 27 | 7  | 3048 | 2748 | +300 | 54  | Playoffs                 |
| 3    | Niners Chemnitz               | 34 | 26 | 8  | 3019 | 2680 | +339 | 52  | Playoffs                 |
| 4    | Ratiopharm Ulm                | 34 | 24 | 10 | 3076 | 2835 | +241 | 48  | Playoffs                 |
| 5    | s.Oliver Würzburg             | 34 | 24 | 10 | 2954 | 2724 | +230 | 48  | Playoffs                 |
| 6    | Rasta Vechta                  | 34 | 21 | 13 | 3002 | 2801 | +201 | 42  | Playoffs                 |
| 7    | Telekom Baskets Bonn          | 34 | 20 | 14 | 3043 | 2909 | +134 | 40  | Play-in                  |
| 8    | Riesen Ludwigsburg            | 34 | 18 | 16 | 2976 | 2819 | +157 | 36  | Play-in                  |
| 9    | Baskets Oldenburg             | 34 | 18 | 16 | 2914 | 2850 | +64  | 36  | Play-in                  |
| 10   | Hamburg Towers                | 34 | 17 | 17 | 2910 | 2932 | −22  | 34  | Play-in                  |
| 11   | Brose Bamberg                 | 34 | 15 | 19 | 3009 | 3054 | −45  | 30  |                          |
| 12   | Basketball Löwen Braunschweig | 34 | 15 | 19 | 2777 | 2869 | −92  | 30  |                          |
| 13   | Mitteldeutscher BC            | 34 | 11 | 23 | 2908 | 3171 | −263 | 22  |                          |
| 14   | BG Göttingen                  | 34 | 10 | 24 | 2900 | 3148 | −248 | 20  |                          |
| 15   | Rostock Seawolves             | 34 | 9  | 25 | 2949 | 3164 | −215 | 18  |                          |
| 16   | MLP Academics Heidelberg      | 34 | 9  | 25 | 2817 | 3174 | −357 | 18  |                          |
| 17   | Crailsheim Merlins            | 34 | 8  | 26 | 2762 | 3147 | −385 | 16  | Descenso a ProA          |
| 18   | Tigers Tübingen               | 34 | 6  | 28 | 2797 | 3241 | −444 | 12  | Descenso a ProA          |

 Fuente: BBL
Criterios de clasificación: 1) puntos; 2) puntos en enfrentamientos directos; 3) diferencia de puntos en enfrentamientos directos; 4) número de puntos anotados en enfrentamientos directos.
Notas:
1. 1 2  Ulm 175–162 Würzburg
2. 1 2  Ludwigsburg 189–171 Oldenburg
3. 1 2  Bamberg 182–169 Braunschweig
4. 1 2  Rostock 208–201 Heidelberg

### Resultados
| Local \ Visitante             | BAM    | BER    | BON    | BRA    | CHE    | CRA     | GOT     | HAM     | HEI     | LUD    | MBC    | MUN    | OLD    | ROS     | TÜB     | ULM    | VEC     | WUR     |
| ----------------------------- | ------ | ------ | ------ | ------ | ------ | ------- | ------- | ------- | ------- | ------ | ------ | ------ | ------ | ------- | ------- | ------ | ------- | ------- |
| Brose Bamberg                 | —      | 97–77  | 79–89  | 92–78  | 84–106 | 97–87   | 85–76   | 86–80   | 98–83   | 90–102 | 108–78 | 81–99  | 83–92  | 93–83   | 97–76   | 76–84  | 94–65   | 78–83   |
| Alba Berlin                   | 98–92  | —      | 90–69  | 92–64  | 101–90 | 110–75  | 108–85  | 85–65   | 96–89   | 100–91 | 75–108 | 59–53  | 85–67  | 91–74   | 112–69  | 98–88  | 98–80   | 90–82   |
| Telekom Baskets Bonn          | 88–74  | 87–95  | —      | 76–80  | 77–85  | 90–68   | 95–85   | 108–94  | 92–69   | 87–60  | 100–73 | 88–83  | 100–85 | 112–89  | 76–88   | 98–97  | 80–77   | 91–100  |
| Basketball Löwen Braunschweig | 91–90  | 90–81  | 94–102 | —      | 81–86  | 98–88   | 110–82  | 70–81   | 83–84   | 83–82  | 88–81  | 83–81  | 91–86  | 76–70   | 87–92   | 72–77  | 79–92   | 100–89  |
| Niners Chemnitz               | 109–79 | 79–84  | 80–66  | 82–68  | —      | 95–67   | 77–63   | 96–87   | 93–69   | 85–66  | 74–65  | 73–86  | 89–67  | 85–75   | 113–82  | 83–82  | 83–91   | 79–66   |
| Crailsheim Merlins            | 82–109 | 83–103 | 98–89  | 70–80  | 82–97  | —       | 80–76   | 84–89   | 86–93   | 89–100 | 87–76  | 62–97  | 63–99  | 85–81   | 87–84   | 66–86  | 102–93  | 96–98   |
| BG Göttingen                  | 92–85  | 77–114 | 77–101 | 75–73  | 100–99 | 110–104 | —       | 118–123 | 94–91   | 76–104 | 88–92  | 71–77  | 87–83  | 104–90  | 91–64   | 90–100 | 86–90   | 67–75   |
| Hamburg Towers                | 94–90  | 76–84  | 80–87  | 81–72  | 79–85  | 94–88   | 79–66   | —       | 79–83   | 89–84  | 107–76 | 80–81  | 80–91  | 105–89  | 94–86   | 78–94  | 85–81   | 58–88   |
| MLP Academics Heidelberg      | 90–109 | 81–90  | 92–87  | 76–94  | 77–99  | 90–86   | 109–113 | 73–88   | —       | 72–75  | 90–111 | 89–82  | 83–92  | 88–86   | 93–78   | 57–73  | 76–113  | 54–87   |
| Riesen Ludwigsburg            | 87–92  | 87–79  | 86–91  | 86–82  | 96–93  | 106–59  | 97–72   | 79–87   | 93–68   | —      | 78–81  | 80–85  | 104–80 | 96–77   | 104–94  | 60–94  | 77–74   | 91–94   |
| Mitteldeutscher BC            | 86–94  | 67–76  | 92–100 | 77–85  | 95–111 | 98–93   | 97–89   | 81–86   | 104–97  | 91–90  | —      | 86–116 | 71–89  | 106–102 | 114–78  | 75–107 | 74–100  | 72–88   |
| Bayern Munich                 | 91–69  | 77–53  | 90–81  | 91–61  | 89–80  | 98–81   | 86–74   | 90–79   | 83–57   | 92–84  | 96–87  | —      | 93–73  | 101–73  | 92–73   | 95–80  | 88–90   | 87–64   |
| Baskets Oldenburg             | 107–84 | 85–90  | 83–108 | 87–66  | 58–79  | 80–58   | 106–85  | 107–92  | 99–77   | 91–85  | 95–88  | 77–67  | —      | 94–89   | 79–63   | 94–98  | 67–85   | 76–96   |
| Rostock Seawolves             | 91–98  | 75–76  | 98–92  | 101–78 | 90–94  | 70–85   | 96–92   | 94–111  | 122–113 | 91–85  | 85–97  | 85–91  | 64–99  | —       | 108–103 | 71–96  | 77–92   | 78–91   |
| Tigers Tübingen               | 99–92  | 81–97  | 82–92  | 68–81  | 68–106 | 85–96   | 95–116  | 78–93   | 84–94   | 79–98  | 88–78  | 74–96  | 93–84  | 75–92   | —       | 84–99  | 77–88   | 101–107 |
| Ratiopharm Ulm                | 106–90 | 100–88 | 105–87 | 90–73  | 90–85  | 94–87   | 91–78   | 83–70   | 98–89   | 70–99  | 106–79 | 74–81  | 91–73  | 89–107  | 76–97   | —      | 102–106 | 87–79   |
| Rasta Vechta                  | 101–79 | 89–98  | 84–79  | 97–90  | 80–81  | 96–58   | 81–75   | 79–71   | 109–87  | 72–86  | 98–69  | 81–85  | 82–88  | 85–81   | 103–72  | 86–81  | —       | 87–89   |
| s.Oliver Würzburg             | 104–65 | 76–75  | 97–78  | 84–76  | 68–70  | 86–80   | 85–60   | 96–76   | 98–84   | 60–78  | 107–83 | 82–90  | 83–78  | 86–95   | 96–81   | 83–88  | 87–75   | —       |

## Play-in
Solo los seis primeros clasificados avanzaron directamente a los playoffs, mientras que los siguientes cuatro clasificados participan en un torneo de play-in. El equipo que ocupa el séptimo lugar recibe al equipo que ocupa el octavo lugar en la ronda de doble oportunidad necesita ganar un partido para avanzar, y el ganador se lleva el séptimo puesto en los playoffs. El equipo que ocupa el noveno lugar recibe al equipo que ocupa el décimo lugar en la ronda eliminatoria que requiere dos victorias para avanzar, y el perdedor queda eliminado de la competición. El perdedor de la ronda de doble oportunidad recibe al ganador de la ronda eliminatoria, el ganador se queda con el octavo puesto y el perdedor es eliminado. Los equipos mejor clasificados tienen la ventaja de jugar en casa.
|  | Partidos de play-in | Partidos de play-in  | Partidos de play-in |    |   | Partido por el puesto 8 | Partido por el puesto 8 | Partido por el puesto 8 |  |                    | Clasificados | Clasificados         | Clasificados |
|  |                     |                      |                     |    |   |                         |                         |                         |  |                    |              |                      |              |
|  | 7                   | Telekom Baskets Bonn | 90                  |    |   |                         |                         |                         |  |                    |              |                      |              |
|  | 8                   | Riesen Ludwigsburg   | 69                  |    |   |                         |                         |                         |  |                    |              | Telekom Baskets Bonn | 7ºPO         |
|  |                     |                      |                     |    | 8 | Riesen Ludwigsburg      | 91                      |                         |  | Riesen Ludwigsburg | 8ºPO         |                      |              |
|  |                     | 10                   | Hamburg Towers      | 78 |   |                         |                         |                         |  |                    |              |                      |              |
|  | 9                   | Baskets Oldenburg    | 81                  |    |   |                         |                         |                         |  |                    |              |                      |              |
|  | 10                  | Hamburg Towers       | 93                  |    |   |                         |                         |                         |  |                    |              |                      |              |

## Playoffs
|  | Cuartos de final | Cuartos de final     | Cuartos de final |                   |   | Semifinales   | Semifinales | Semifinales |  |   | Final         | Final | Final |  |
|  |                  |                      |                  |                   |   |               |             |             |  |   |               |       |       |  |
|  |                  |                      |                  |                   |   |               |             |             |  |   |               |       |       |  |
|  | 1                | Bayern Munich        | 3                |                   |   |               |             |             |  |   |               |       |       |  |
|  | 1                | Bayern Munich        | 3                |                   |   |               |             |             |  |   |               |       |       |  |
|  | 8                | Riesen Ludwigsburg   | 1                |                   |   |               |             |             |  |   |               |       |       |  |
|  | 8                | Riesen Ludwigsburg   | 1                |                   | 1 | Bayern Munich | 3           |             |  |   |               |       |       |  |
|  |                  |                      |                  |                   | 1 | Bayern Munich | 3           |             |  |   |               |       |       |  |
|  |                  |                      | 5                | s.Oliver Würzburg | 0 |               |             |             |  |   |               |       |       |  |
|  | 4                | Ratiopharm Ulm       | 5                | s.Oliver Würzburg | 0 | 1             |             |             |  |   |               |       |       |  |
|  | 4                | Ratiopharm Ulm       |                  |                   |   |               |             |             |  |   |               |       |       |  |
|  | 5                | s.Oliver Würzburg    | 3                |                   |   |               |             |             |  |   |               |       |       |  |
|  | 5                | s.Oliver Würzburg    | 3                |                   |   |               |             |             |  | 1 | Bayern Munich | 3     |       |  |
|  |                  |                      |                  |                   |   |               |             |             |  | 1 | Bayern Munich | 3     |       |  |
|  |                  |                      | 2                | Alba Berlin       | 1 |               |             |             |  |   |               |       |       |  |
|  | 2                | Alba Berlin          | 2                | Alba Berlin       | 1 | 3             |             |             |  |   |               |       |       |  |
|  | 2                | Alba Berlin          |                  |                   |   |               |             |             |  |   |               |       |       |  |
|  | 7                | Telekom Baskets Bonn | 0                |                   |   |               |             |             |  |   |               |       |       |  |
|  | 7                | Telekom Baskets Bonn | 0                |                   | 2 | Alba Berlin   | 3           |             |  |   |               |       |       |  |
|  |                  |                      |                  |                   | 2 | Alba Berlin   | 3           |             |  |   |               |       |       |  |
|  |                  |                      | 3                | Niners Chemnitz   | 2 |               |             |             |  |   |               |       |       |  |
|  | 3                | Niners Chemnitz      | 3                | Niners Chemnitz   | 2 | 3             |             |             |  |   |               |       |       |  |
|  | 3                | Niners Chemnitz      |                  |                   |   |               |             |             |  |   |               |       |       |  |
|  | 6                | Rasta Vechta         | 1                |                   |   |               |             |             |  |   |               |       |       |  |
|  | 6                | Rasta Vechta         | 1                |                   |   |               |             |             |  |   |               |       |       |  |
|  |                  |                      |                  |                   |   |               |             |             |  |   |               |       |       |  |

## Cuartos de final

### Bayern Munich vs Riesen Ludwigsburg
| 18 de mayo de 2024                | Bayern Munich                                               | 98–102                                             | Riesen Ludwigsburg                                       | |  |  |
| 20:30                             | Parciales: 26–18, 17–22, 22–15, 25–35 (T.E.: 8–12)          | Parciales: 26–18, 17–22, 22–15, 25–35 (T.E.: 8–12) | Parciales: 26–18, 17–22, 22–15, 25–35 (T.E.: 8–12)       | |  |  |
|                                   | Estadísticas Carsen Edwards 25 Serge Ibaka 9 Devin Booker 3 | Reporte Pts Reb Asts                               | Estadísticas Silas Melson 33 Desure Buie 9 Desure Buie 8 | Pabellón: BMW Park, Múnich Asistencia: 6,324 espectadores Árbitros: Anne Panther, Clemens Fritz, Radeesh Kattur |  |  |
| Ludwigsburg lidera las series 1–0 |                                                             |                                                    |                                                          | |  |  |
|                                   |                                                             |                                                    |                                                          | |  |  |

| 20 de mayo de 2024    | Bayern Munich                                                  | 83–78                                 | Riesen Ludwigsburg                                       | |  |  |
| 17:00                 | Parciales: 21–19, 22–14, 21–16, 19–18                          | Parciales: 21–19, 22–14, 21–16, 19–18 | Parciales: 21–19, 22–14, 21–16, 19–18                    | |  |  |
|                       | Estadísticas Carsen Edwards 21 Isaac Bonga 11 Carsen Edwards 7 | Reporte Pts Reb Asts                  | Estadísticas Silas Melson 20 Eddy Edigin 8 Desure Buie 5 | Pabellón: BMW Park, Múnich Asistencia: 6,402 espectadores Árbitros: Moritz Reiter, Benjamin Barth, Zulfikar Oruzgani |  |  |
| Series empatadas, 1–1 |                                                                |                                       |                                                          | |  |  |
|                       |                                                                |                                       |                                                          | |  |  |

| 22 de mayo de 2024           | Riesen Ludwigsburg                                         | 73–84                                 | Bayern Munich                                           | |  |  |
| 18:30                        | Parciales: 18–26, 19–19, 16–12, 20–27                      | Parciales: 18–26, 19–19, 16–12, 20–27 | Parciales: 18–26, 19–19, 16–12, 20–27                   | |  |  |
|                              | Estadísticas Silas Melson 24 Jeff Roberson 5 Desure Buie 5 | Reporte Pts Reb Asts                  | Estadísticas Serge Ibaka 16 Serge Ibaka 9 Serge Ibaka 5 | Pabellón: MHP-Arena, Ludwigsburg Asistencia: 3,306 espectadores Árbitros: Robert Lottermoser, Christof Madinger, Dennis Sirowi |  |  |
| Munich lidera las series 2–1 |                                                            |                                       |                                                         | |  |  |
|                              |                                                            |                                       |                                                         | |  |  |

| 24 de mayo de 2024         | Riesen Ludwigsburg                                       | 69–87                                 | Bayern Munich                                               | |  |  |
| 20:30                      | Parciales: 11–17, 23–23, 23–21, 12–15                    | Parciales: 11–17, 23–23, 23–21, 12–15 | Parciales: 11–17, 23–23, 23–21, 12–15                       | |  |  |
|                            | Estadísticas Eddy Edigin 15 Eddy Edigin 14 Desure Buie 7 | Reporte Pts Reb Asts                  | Estadísticas Carsen Edwards 22 Isaac Bonga 9 Bonga, Lučić 4 | Pabellón: MHP-Arena, Ludwigsburg Asistencia: 3,452 espectadores Árbitros: Gentian Cici, Carsten Straube, Johannes Hack |  |  |
| Munich gana las series 3–1 |                                                          |                                       |                                                             | |  |  |
|                            |                                                          |                                       |                                                             | |  |  |

### Alba Berlin vs Telekom Baskets Bonn
| 17 de mayo de 2024           | Alba Berlin                                                 | 94–68                                 | Telekom Baskets Bonn                                              | |  |  |
| 18:30                        | Parciales: 17–14, 24–17, 27–20, 26–17                       | Parciales: 17–14, 24–17, 27–20, 26–17 | Parciales: 17–14, 24–17, 27–20, 26–17                             | |  |  |
|                              | Estadísticas Matt Thomas 18 Louis Olinde 7 Sterling Brown 8 | Reporte Pts Reb Asts                  | Estadísticas Noah Kirkwood 14 Noah Kirkwood 4 Fobbs, Watson Jr. 3 | Pabellón: Mercedes-Benz Arena, Berlín Asistencia: 7,071 espectadores Árbitros: Gentian Cici, Steve Bittner, Dennis Sirowi |  |  |
| Berlin lidera las series 1–0 |                                                             |                                       |                                                                   | |  |  |
|                              |                                                             |                                       |                                                                   | |  |  |

| 19 de mayo de 2024           | Alba Berlin                                                               | 83–70                                 | Telekom Baskets Bonn                                         | |  |  |
| 17:00                        | Parciales: 23–21, 21–19, 20–19, 19–11                                     | Parciales: 23–21, 21–19, 20–19, 19–11 | Parciales: 23–21, 21–19, 20–19, 19–11                        | |  |  |
|                              | Estadísticas Johannes Thiemann 15 Christ Koumadje 11 Martin Hermannsson 8 | Reporte Pts Reb Asts                  | Estadísticas Brian Fobbs 17 Thomas Kennedy 5 Noah Kirkwood 3 | Pabellón: Mercedes-Benz Arena, Berlin Asistencia: 6,887 espectadores Árbitros: Robert Lottermoser, Carsten Straube, Johannes Hack |  |  |
| Berlin lidera las series 2–0 |                                                                           |                                       |                                                              | |  |  |
|                              |                                                                           |                                       |                                                              | |  |  |

| 21 de mayo de 2024         | Telekom Baskets Bonn                                            | 86–93                                 | Alba Berlin                                                            |                                                                                    |  |  |
| 18:30                      | Parciales: 20–20, 21–20, 27–28, 18–25                           | Parciales: 20–20, 21–20, 27–28, 18–25 | Parciales: 20–20, 21–20, 27–28, 18–25                                  |                                                                                    |  |  |
|                            | Estadísticas Thomas Kennedy 22 Thomas Kennedy 6 Noah Kirkwood 7 | Pts Reb Asts                          | Estadísticas Olinde, Thiemann 18 Sterling Brown 8 Martin Hermannsson 6 | Pabellón: Telekom Dome, Bonn Árbitros: Martin Matip, Benjamin Barth, Oliver Krause |  |  |
| Berlin gana las series 3–0 |                                                                 |                                       |                                                                        |                                                                                    |  |  |
|                            |                                                                 |                                       |                                                                        |                                                                                    |  |  |

### Niners Chemnitz vs Rasta Vechta
| 17 de mayo de 2024             | Niners Chemnitz                                                          | 83–77                                 | Rasta Vechta                                                   | |  |  |
| 20:30                          | Parciales: 19–16, 23–18, 24–13, 17–30                                    | Parciales: 19–16, 23–18, 24–13, 17–30 | Parciales: 19–16, 23–18, 24–13, 17–30                          | |  |  |
|                                | Estadísticas DeAndre Lansdowne 22 Garrett, Lansdowne 6 Wesley van Beck 6 | Reporte Pts Reb Asts                  | Estadísticas Tommy Kuhse 18 Johann Grünlich 10 Chip Flanigan 4 | Pabellón: Chemnitz Arena, Chemnitz Asistencia: 4,284 espectadores Árbitros: Robert Lottermoser, Moritz Reiter, Johannes Hack |  |  |
| Chemnitz lidera las series 1–0 |                                                                          |                                       |                                                                | |  |  |
|                                |                                                                          |                                       |                                                                | |  |  |

| 19 de mayo de 2024    | Niners Chemnitz                                                        | 87–96                                 | Rasta Vechta                                             | |  |  |
| 19:00                 | Parciales: 18–15, 17–27, 28–27, 24–27                                  | Parciales: 18–15, 17–27, 28–27, 24–27 | Parciales: 18–15, 17–27, 28–27, 24–27                    | |  |  |
|                       | Estadísticas Wesley van Beck 20 Jonas Richter 11 Lansdowne, Van Beck 3 | Reporte Pts Reb Asts                  | Estadísticas Joel Aminu 30 Aminu, Ferner 5 Tommy Kuhse 5 | Pabellón: Chemnitz Arena, Chemnitz Asistencia: 4,849 espectadores Árbitros: Gentian Cici, Christof Madinger, Steve Bittner |  |  |
| Series empatadas, 1–1 |                                                                        |                                       |                                                          | |  |  |
|                       |                                                                        |                                       |                                                          | |  |  |

| 21 de mayo de 2024             | Rasta Vechta                                                 | 76–84                                 | Niners Chemnitz                                                    |                                                                                         |  |  |
| 20:30                          | Parciales: 24–17, 17–29, 19–23, 16–15                        | Parciales: 24–17, 17–29, 19–23, 16–15 | Parciales: 24–17, 17–29, 19–23, 16–15                              |                                                                                         |  |  |
|                                | Estadísticas Joel Aminu 26 Groves, Grünloh 6 Chip Flanigan 5 | Pts Reb Asts                          | Estadísticas Wesley van Beck 20 Wesley van Beck 7 tres jugadores 3 | Pabellón: Rasta Dome, Vechta Árbitros: Anne Panther, Carsten Straube, Zulfikar Oruzgani |  |  |
| Chemnitz lidera las series 2–1 |                                                              |                                       |                                                                    |                                                                                         |  |  |
|                                |                                                              |                                       |                                                                    |                                                                                         |  |  |

| 23 de mayo de 2024           | Rasta Vechta                                               | 67–84                                 | Niners Chemnitz                                                  | |  |  |
| 18:30                        | Parciales: 14–27, 12–17, 23–16, 18–24                      | Parciales: 14–27, 12–17, 23–16, 18–24 | Parciales: 14–27, 12–17, 23–16, 18–24                            | |  |  |
|                              | Estadísticas Tommy Kuhse 18 Johann Grünloh 6 Tommy Kuhse 3 | Reporte Pts Reb Asts                  | Estadísticas Jeff Garrett 19 Jonas Richter 6 DeAndre Lansdowne 7 | Pabellón: Rasta Dome, Vechta Asistencia: 3,140 espectadores Árbitros: Martin Matip, Clemens Fritz, Oliver Krause |  |  |
| Chemnitz gana las series 3–1 |                                                            |                                       |                                                                  | |  |  |
|                              |                                                            |                                       |                                                                  | |  |  |

### Ratiopharm Ulm vs Würzburg Baskets
| 18 de mayo de 2024             | Ratiopharm Ulm                                                 | 65–78                                | Würzburg Baskets                                                                  | |  |  |
| 18:30                          | Parciales: 20–23, 18–17, 18–18, 9–20                           | Parciales: 20–23, 18–17, 18–18, 9–20 | Parciales: 20–23, 18–17, 18–18, 9–20                                              | |  |  |
|                                | Estadísticas Justinian Jessup 11 Núñez, Williams 6 Georginho 4 | Reporte Pts Reb Asts                 | Estadísticas Otis Livingston II 22 Klassen, Seljaas 7 Livingston II, Washington 4 | Pabellón: ratiopharm arena, Ulm Asistencia: 6,000 espectadores Árbitros: Martin Matip, Benjamin Barth, Oliver Krause |  |  |
| Würzburg lidera las series 1–0 |                                                                |                                      |                                                                                   | |  |  |
|                                |                                                                |                                      |                                                                                   | |  |  |

| 20 de mayo de 2024    | Ratiopharm Ulm                                                   | 100–64                                | Würzburg Baskets                                             | |  |  |
| 19:00                 | Parciales: 22–22, 28–17, 26–11, 24–14                            | Parciales: 22–22, 28–17, 26–11, 24–14 | Parciales: 22–22, 28–17, 26–11, 24–14                        | |  |  |
|                       | Estadísticas L. J. Figueroa 21 Dadiet, Herkenhoff 5 Juan Núñez 6 | Reporte Pts Reb Asts                  | Estadísticas tres jugadores 14 Darius Perry 6 Darius Perry 7 | Pabellón: ratiopharm arena, Ulm Asistencia: 6,000 espectadores Árbitros: Anne Panther, Clemens Fritz, Christian Theis |  |  |
| Series empatadas, 1–1 |                                                                  |                                       |                                                              | |  |  |
|                       |                                                                  |                                       |                                                              | |  |  |

| 22 de mayo de 2024             | Würzburg Baskets                                             | 82–79                                 | Ratiopharm Ulm                                                 | |  |  |
| 20:30                          | Parciales: 20–18, 24–16, 20–23, 18–22                        | Parciales: 20–18, 24–16, 20–23, 18–22 | Parciales: 20–18, 24–16, 20–23, 18–22                          | |  |  |
|                                | Estadísticas Zachary Seljaas 17 Javon Bess 12 Darius Perry 7 | Reporte Pts Reb Asts                  | Estadísticas Thomas Klepeisz 15 Trevion Williams 7 Georginho 7 | Pabellón: s.Oliver Arena, Würzburg Asistencia: 3,140 espectadores Árbitros: Moritz Reiter, Gentian Cici, Radeesh Kattur |  |  |
| Würzburg lidera las series 2–1 |                                                              |                                       |                                                                | |  |  |
|                                |                                                              |                                       |                                                                | |  |  |

| 24 de mayo de 2024           | Würzburg Baskets                                                 | 75–72                 | Ratiopharm Ulm                                           | |  |  |
|                              | Parciales: 16–14, 20–17, 17–23, 22–18                            |                       |                                                          | |  |  |
|                              | Estadísticas Zachary Seljaas 19 Isaiah Washington 8 Javon Bess 4 | Boxscore Pts Reb Asts | Estadísticas Karim Jallow 15 Karim Jallow 7 Juan Núñez 6 | Pabellón: s.Oliver Arena, Würzburg Asistencia: 3,140 espectadores Árbitros: Robert Lottermoser, Christof Madinger, Dennis Sirowi |  |  |
| Würzburg gana las series 3–1 |                                                                  |                       |                                                          | |  |  |
|                              |                                                                  |                       |                                                          | |  |  |

## Semifinales

### Bayern Munich vs Würzburg Baskets
| 29 de mayo de 2024           | Bayern Munich                                  | 91–76                                 | Würzburg Baskets                      | |  |  |
| 20:30                        | Parciales: 21–11, 28–16, 25–23, 17–26          | Parciales: 21–11, 28–16, 25–23, 17–26 | Parciales: 21–11, 28–16, 25–23, 17–26 | |  |  |
|                              | Estadísticas Ibaka 18 Bonga, Lučić 5 Edwards 5 | Reporte Pts Reb Asts                  | Estadísticas Ugrai 18 Bess 9 Perry 4  | Pabellón: BMW Park, Múnich Asistencia: 6,198 espectadores Árbitros: Anne Panther, Carsten Straube, Steve Bittner |  |  |
| Munich lidera las series 1–0 |                                                |                                       |                                       | |  |  |
|                              |                                                |                                       |                                       | |  |  |

| 31 de mayo de 2024           | Bayern Munich                                               | 99–75                                 | Würzburg Baskets                                                 | |  |  |
| 20:30                        | Parciales: 22–21, 26–23, 25–16, 26–15                       | Parciales: 22–21, 26–23, 25–16, 26–15 | Parciales: 22–21, 26–23, 25–16, 26–15                            | |  |  |
|                              | Estadísticas tres jugadores 14 Serge Ibaka 9 Andreas Obst 6 | Reporte Pts Reb Asts                  | Estadísticas Zachary Seljaas 17 Zachary Seljaas 6 Darius Perry 8 | Pabellón: BMW Park, Múnich Asistencia: 6,500 espectadores Árbitros: Moritz Reiter, Christof Madinger, Dennis Sirowi |  |  |
| Munich lidera las series 2–0 |                                                             |                                       |                                                                  | |  |  |
|                              |                                                             |                                       |                                                                  | |  |  |

| 2 de junio de 2024         | Würzburg Baskets                                         | 61–75                                 | Bayern Munich                                              | |  |  |
| 15:00                      | Parciales: 18–12, 15–26, 13–22, 15–15                    | Parciales: 18–12, 15–26, 13–22, 15–15 | Parciales: 18–12, 15–26, 13–22, 15–15                      | |  |  |
|                            | Estadísticas Darius Perry 21 Javon Bess 7 Darius Perry 7 | Reporte Pts Reb Asts                  | Estadísticas Serge Ibaka 19 Serge Ibaka 8 Bolmaro, Bonga 3 | Pabellón: s.Oliver Arena, Würzburg Asistencia: 3,140 espectadores Árbitros: Robert Lottermoser, Martin Matip, Steve Bittner |  |  |
| Munich gana las series 3–0 |                                                          |                                       |                                                            | |  |  |
|                            |                                                          |                                       |                                                            | |  |  |

### Alba Berlin vs Würzburg Baskets
| 28 de mayo de 2024             | Alba Berlin                                           | 82–95                                 | Niners Chemnitz                                                | |  |  |
| 20:30                          | Parciales: 19–20, 13–24, 27–28, 23–23                 | Parciales: 19–20, 13–24, 27–28, 23–23 | Parciales: 19–20, 13–24, 27–28, 23–23                          | |  |  |
|                                | Estadísticas Brown 24 Brown, Thiemann 5 Hermannsson 4 | Reporte Pts Reb Asts                  | Estadísticas Yebo 23 tres jugadores 6 Kajami-Keane, Van Beck 6 | Pabellón: Uber Arena, Berlín Asistencia: 8,147 espectadores Árbitros: Martin Matip, Gentian Cici, Johannes Hack |  |  |
| Chemnitz lidera las series 1–0 |                                                       |                                       |                                                                | |  |  |
|                                |                                                       |                                       |                                                                | |  |  |

| 31 de mayo de 2024    | Alba Berlin                                                       | 86–64                                 | Niners Chemnitz                                              | |  |  |
| 18:30                 | Parciales: 27–17, 21–23, 21–12, 17–12                             | Parciales: 27–17, 21–23, 21–12, 17–12 | Parciales: 27–17, 21–23, 21–12, 17–12                        | |  |  |
|                       | Estadísticas Louis Olinde 13 Yanni Wetzell 8 Martin Hermannsson 6 | Reporte Pts Reb Asts                  | Estadísticas Yebo 13 Garrett, Lansdowne 7 cuatro jugadores 2 | Pabellón: Max-Schmeling-Halle, Berlin Asistencia: 9,000 espectadores Árbitros: Robert Lottermoser, Benjamin Barth, Zulfikar Oruzgani |  |  |
| Series empatadas, 1–1 |                                                                   |                                       |                                                              | |  |  |
|                       |                                                                   |                                       |                                                              | |  |  |

| 2 de junio de 2024             | Niners Chemnitz                                                          | 84–72                                 | Alba Berlin                                                     | |  |  |
| 17:00                          | Parciales: 14–26, 15–11, 24–24, 31–11                                    | Parciales: 14–26, 15–11, 24–24, 31–11 | Parciales: 14–26, 15–11, 24–24, 31–11                           | |  |  |
|                                | Estadísticas Garrett, Kajami-Keane 15 Jeff Garrett 9 Kaza Kajami-Keane 7 | Reporte Pts Reb Asts                  | Estadísticas Thiemann, Thomas 13 Yanni Wetzell 6 Louis Olinde 4 | Pabellón: Chemnitz Arena, Chemnitz Asistencia: 5,000 espectadores Árbitros: Anne Panther, Gentian Cici, Christof Madinger |  |  |
| Chemnitz lidera las series 2–1 |                                                                          |                                       |                                                                 | |  |  |
|                                |                                                                          |                                       |                                                                 | |  |  |

| 4 de junio de 2024    | Niners Chemnitz                                                    | 85–96                                 | Alba Berlin                                                      |                                                                                               |  |  |
| 18:30                 | Parciales: 28–27, 23–16, 17–22, 17–31                              | Parciales: 28–27, 23–16, 17–22, 17–31 | Parciales: 28–27, 23–16, 17–22, 17–31                            |                                                                                               |  |  |
|                       | Estadísticas DeAndre Lansdowne 19 Aher Uguak 6 Kaza Kajami-Keane 5 | Reporte Pts Reb Asts                  | Estadísticas Sterling Brown 25 Sterling Brown 7 Sterling Brown 4 | Pabellón: Chemnitz Arena, Chemnitz Árbitros: Robert Lottermoser, Moritz Reiter, Johannes Hack |  |  |
| Series empatadas, 2–2 |                                                                    |                                       |                                                                  |                                                                                               |  |  |
|                       |                                                                    |                                       |                                                                  |                                                                                               |  |  |

| 6 de junio de 2024              | Alba Berlin                                                  | 97–84                                 | Niners Chemnitz                                                  | |  |  |
| 18:30                           | Parciales: 30–28, 18–25, 26–20, 23–11                        | Parciales: 30–28, 18–25, 26–20, 23–11 | Parciales: 30–28, 18–25, 26–20, 23–11                            | |  |  |
|                                 | Estadísticas Matt Thomas 24 Christ Koumadje 10 Matt Thomas 5 | Reporte Pts Reb Asts                  | Estadísticas Garrett, Yebo 16 Jeff Garrett 5 Kaza Kajami-Keane 7 | Pabellón: Uber Arena, Berlín Asistencia: 14.500 espectadores Árbitros: Robert Lottermoser, Anne Panther, Martin Matip |  |  |
| Alba Berlin gana las series 3–2 |                                                              |                                       |                                                                  | |  |  |
|                                 |                                                              |                                       |                                                                  | |  |  |

## Finales
| 8 de junio de 2024           | Bayern Munich                                                 | 79–67                                | Alba Berlin                                                       | |  |  |
| 20:30                        | Parciales: 26–19, 20–24, 23–19, 10–5                          | Parciales: 26–19, 20–24, 23–19, 10–5 | Parciales: 26–19, 20–24, 23–19, 10–5                              | |  |  |
|                              | Estadísticas Vladimir Lučić 17 Serge Ibaka 5 Vladimir Lučić 5 | Reporte Pts Reb Asts                 | Estadísticas Sterling Brown 15 Christ Koumadje 7 Sterling Brown 5 | Pabellón: BMW Park, Múnich Asistencia: 6,500 espectadores Árbitros: Robert Lottermoser, Martin Matip, Johannes Hack |  |  |
| Munich lidera las series 1–0 |                                                               |                                      |                                                                   | |  |  |
|                              |                                                               |                                      |                                                                   | |  |  |

| 10 de junio de 2024  | Bayern Munich                                               | 70–79                                | Alba Berlin                                                    | |  |  |
| 20:30                | Parciales: 26–19, 6–20, 18–17, 20–23                        | Parciales: 26–19, 6–20, 18–17, 20–23 | Parciales: 26–19, 6–20, 18–17, 20–23                           | |  |  |
|                      | Estadísticas Carsen Edwards 17 Devin Booker 8 Ibaka, Obst 4 | Reporte Pts Reb Asts                 | Estadísticas Matt Thomas 21 Wetzell, Olinde 7 Sterling Brown 9 | Pabellón: BMW Park, Múnich Asistencia: 6.500 espectadores Árbitros: Anne Panther, Moritz Reiter, Christof Madinger |  |  |
| Series empatadas 1–0 |                                                             |                                      |                                                                | |  |  |
|                      |                                                             |                                      |                                                                | |  |  |

| 12 de junio de 2024 | Alba Berlin                                                | 63–67                                 | Bayern Munich                                                   | |  |
| 20:30               | Parciales: 14–17, 14–14, 17–17, 18–19                      | Parciales: 14–17, 14–14, 17–17, 18–19 | Parciales: 14–17, 14–14, 17–17, 18–19                           | |  |
|                     | Estadísticas Matt Thomas 17 Malte Delow 7 Sterling Brown 4 | Reporte Pts Reb Asts                  | Estadísticas Andreas Obst 14 Lučić, Booker 7 Nick Weiler-Babb 6 | Pabellón: Uber Arena, Berlín Asistencia: 14,500 espectadores Árbitros: Robert Lottermoser, Gentian Cici, Zulfikar Oruzgani |  |

| 14 de junio de 2024        | Alba Berlin                                                          | 82–88                                | Bayern Munich                                               | |  |  |
| 18:00                      | Parciales: 21–22, 25–22, 6–21, 30–23                                 | Parciales: 21–22, 25–22, 6–21, 30–23 | Parciales: 21–22, 25–22, 6–21, 30–23                        | |  |  |
|                            | Estadísticas Sterling Brown 25 Johannes Thiemann 10 Sterling Brown 6 | Reporte Pts Reb Asts                 | Estadísticas Carsen Edwards 29 Devin Booker 9 Isaac Bonga 3 | Pabellón: Uber Arena, Berlín Asistencia: 9,668 espectadores Árbitros: Robert Lottermoser, Anne Panther, Martin Matip |  |  |
| Munich gana las series 3–1 |                                                                      |                                      |                                                             | |  |  |
|                            |                                                                      |                                      |                                                             | |  |  |